# ユンボ

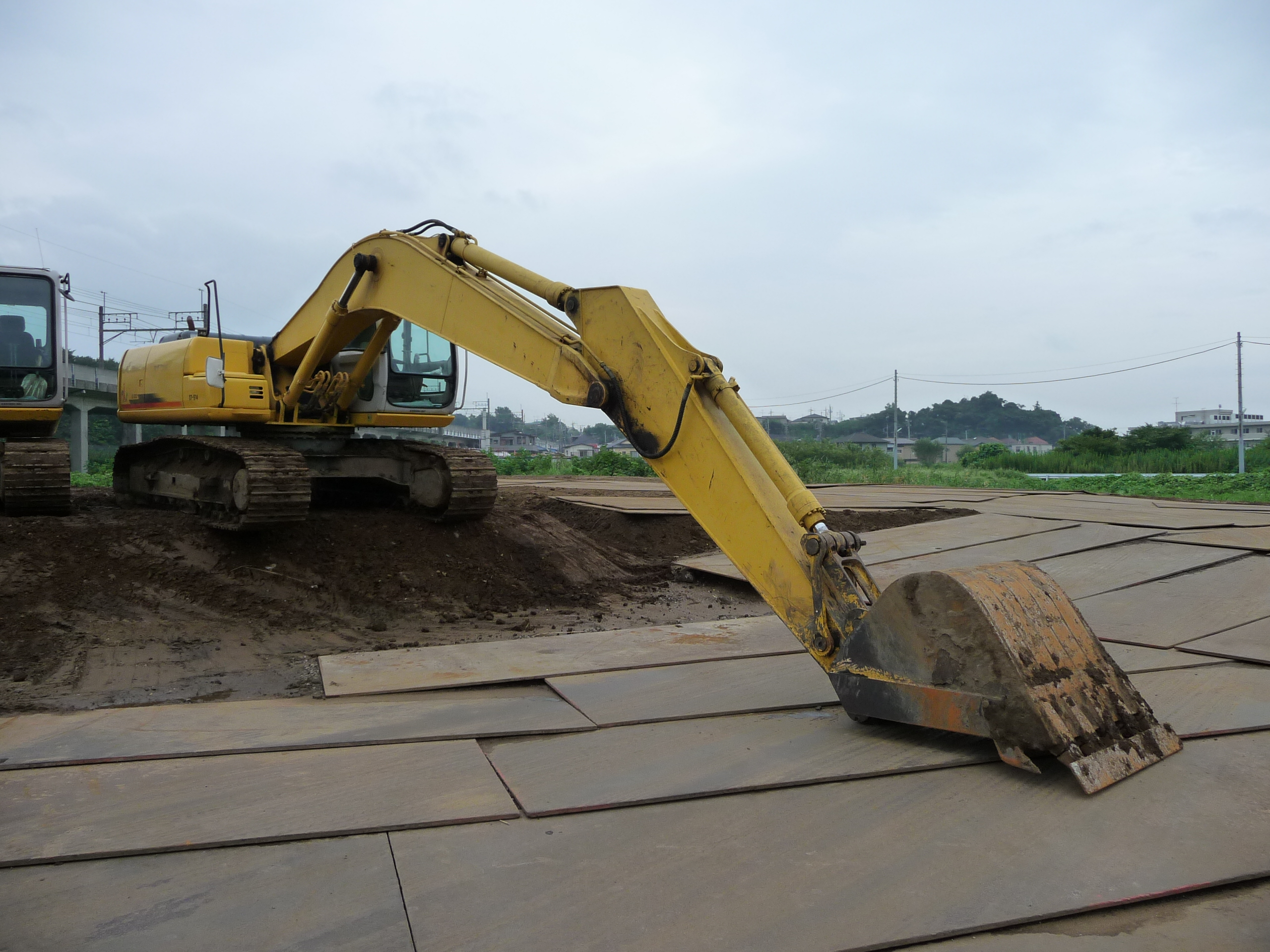
住友建機油圧ショベル（ユンボ）SH 200 バケット容量0.8m3(旧JIS　0.7m3）

ユンボ (yumbo) は、一般にはバックホウ、油圧ショベル、パワーショベルなどと呼ばれる掘削用建設機械の呼称のひとつで、日本においてはレンタルのニッケンの登録商標（商標登録第2086745号）である。
「油圧ショベル」は 1990年代に入ってから、これらの統一名称として「社団法人日本建設機械工業会」によって定められたものである。

## 歴史と概略

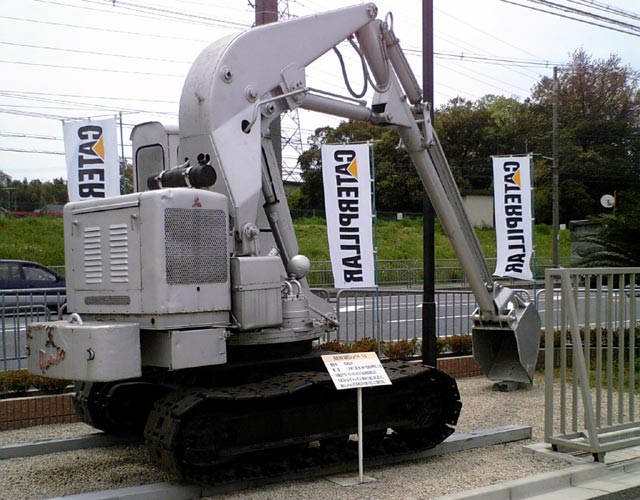
新三菱重工Y35ユンボ

yumboはもともとフランス・シカム（SICAM社、現・ユンボ）の製品呼称である。1882年と1914年のイギリスで、また1914年のアメリカ合衆国で創られた初期の油圧式ショベルを経て、現在の形式の元となる油圧ショベルは1940年代後半にはイタリア、フランス、米国でほぼ同年代に創られた。
1948年にプロトタイプを数台造ったが資金難に陥ったイタリアの兄弟（Carlo and Mario Bruneri
）から仏SICAM社が1954年に特許を得て、同年Yumboと銘打ったS25型を造り、1960年代始めに米国（Drott社）、スペイン（TUSA社）、日本（三菱）、英国（Priestman社）にライセンス供与を行った。
SICAMと技術提携した新三菱重工 （現・三菱重工業） が、1961年に代表機種のY35を初めて国産化した際にも「ユンボ」の名称で発売したものである。同商品の性能のよさもあり、その名称が油圧ショベルの代名詞として浸透した。このため、早くから油圧ショベルを利用してきた土木建設業界では「ユンボ」の名称が「油圧ショベル」の代名詞として使われている場合が多い。
なお、現在同事業を継承しているキャタピラージャパンに「ユンボ」と名付けた商品はない。従って、ユンボ社とかつての新三菱重工業、キャタピラー三菱製以外には「ユンボ」という商品は存在しない。
日本では油圧ショベルの呼称として、本来商品名である「ユンボ」が一般名詞化して普及した理由の一つとして、スポーツ新聞等の「三行広告」求人欄で多く使われたことが挙げられる。「油圧ショベルオペレータ募集」を指す、「ユンボオペ募集」は決まり文句となっている。
三行広告は文字通り元来3行であり、限られた文字数で内容を端的に表す必要がある。「油圧ショベル」なら6文字必要だが、「ユンボ」なら3文字で済む。求人広告はその道を専門とする者がわかればよく、また響きの良い「ユンボ」という言葉の語感からも多用された。